# Șușenskoe
Șușenskoe (Шу́шенское) este un sat din Siberia, Rusia, la sud de Krasnoiarsk Krai, la confluența râurilor Enisei și Șuș. Vladimir Ilici Lenin a fost exilat aici între 1897 și1900.În 1970, un muzeu dedicat timpului cât a stat Lenin în Siberia a fost deschis în sat. În momentul de față, muzeul este principala atracție turistică din zonă. Mulți vizitatori din Rusia și de peste hotare vin să afle câte ceva despre istoria șederii liderului bolșevic aici, ca și despre viața țăranilor din secolul al XIX-lea. 
O caracteristică demnă de remarcat este bogăția naturii, pădurile nesfârșite sunt unice în Rusia. 
În anii 2003 și 2004, în Șușenscoe a fost început un festival al muzicii etno, festival numit Sayan Ring (). Aici vin mulți artiști din Rusia și din străinătate. Sunt interpretate cântece cu diferite stiluri pe durata celor 3-4 zile de desfășurare a manifestării. 
Localitatea are aproximativ 30.000 de locuitori. Clima este foarte călduroasă pe timpul verii, astfel că localnicii cultivă pepeni galbeni și pepeni verzi, iar iarna este extrem de friguroasă, cu temperaturi de până la -40 o Celsius.